# 보스니아인
보스니아인(세르보크로아트어: Bosanci / Босанци 보산치[*]), 또는 보스니아 헤르체고비나인(세르보크로아트어: Bosanci i Hercegovci / Босанци и Херцеговци 보산치 이 헤르체고브치[*])은 혈통에 관계없이 보스니아 헤르체고비나의 국민이나 주민, 또는 그 곳 출신인 사람을 말한다. 사실상 동일한 언어를 사용하고, 유전적으로도 같은 남슬라브족에 속하여 유사하지만 하나의 민족 정체성을 확립하지 못하고 보슈냐크인, 세르브인, 크로아트인의 세 집단으로 나뉘었다.

## 같이 보기
- 보슈냐크인
- 세르브계 보스니아인
- 크로아트계 보스니아인